# Піщанська сотня
Піщанська сотня — адміністративно-територіальна і військова одиниця Черкаського полку Гетьманщини з 1649 по 1667 роки. Згодом в Переяславському полку — до ліквідації полкового устрою в 1782 році. Центр — містечко Піщане.

## Історія сотні
Піщанська сотня виникла у складі Черкаського полку в першій половині 17 століття.
Після Переяславської ради 1654 року старшина і козаки Піщанської сотні склали присягу на вірність Московії.
Кількість козаків в сотні — 125 осіб, шляхтичів — 13 осіб відповідно.
Козацько-селянськими були містечко Піщане (438 козацьких і 97 селянських хат) та Шабельники (відповідно 42 і 29 хат). Повністю селянським було село Нова Гребля (31 хата).
У Літописі Самовидця розповідається, що в 1687 році на території сотні була велика сутичка між турецько-татарським і українсько-московським військом.
Згодом, за Андрусівською угодою — з 1667 року — в складі Переяславському полку .
Центр — містечко Піщане. На той час це було містечко, в якому майже єдиними промислом було млинарство.
Крім відомої присяги 1654 року, склад Піщанської сотні можна прослідити зокрема за реєстрами (компутами) 1732, 1741, 1743, 1750 та 1752 р.р. та присягами 1718, 1732 та 1762 р.р.
Багато відомостей про родини, топоніми, землі та населені пункти Піщанської сотні містяться в так званому Рум'янцівському переписі 1767 року, який зберігається в Центральному Державному Історичному Архіві України в м. Києві..
На 1750—1769 роки за сотнею записані: містечко Піщане, село Передеріївка (?), село Городиський хутір, село Шабельники, хутір Городиський та ще дев'ять хуторів.
Після ліквідації полкового устрою і Гетьманщини в 1782 році населені пункти Піщанської сотні увійшли до Золотоніського повіту Київського намісництва.

## Геральдика
У полі печатки Піщанської сотні від 1766 року — дві стріли вістрями вліво, під хрестом. Знизу — напівмісяць рогами догори; згори літера «П», праворуч — «С», ліворуч — «П», навколо — вінок. Форма печатки — овальна. Розмір печатки — 25×23 мм.

## Сотенна старшина
Старшинські родини сотні — Федоренки-Костенки, Кандиби, Жили, Терлецькі, Каздоба, Мельницькі, Чайковські (Чайки).

### Сотники
| - Федорович Кость (1649) - Товстевич Онисим (1659) - Федоренко (Фесенко) Мусій (1672) - Шкрабко Фесько (1676, 1682) - Костенко Андрій (1679, 1689—1693) - Коплевач Андрій (1685, н.) - Джаджалій Іван Філонович (1692, н.) - Притиско Павло (1696—1698) - Романович Ілля (1704, н.) - Глубка Кіндрат (1710, н.) - Гармаш Іван (1710—1718, н.) - Кандиба Семен (1710—1732) - Йосипів Панко (1719, н.) - Безрученко Іван (1719, н.) - Шарата Федір (1723, н.) - Орешко Данило (1724, н.) | - Малик Матвій (1724, н.) - Шарата Гнат (1727; 1732, н.) - Кандиба Іван (1731, н.) - Лукашевич Григорій (1733, н.) - Кандиба Михайло (1733—1750) - Третяк Лесько (1735, н.) - Мельник Григорій (1736, н.) - Дубина Павло (1738, н.) - Андрієнко Василь (1739, н.) - Ковтун Іван (1740; 1741; 1743, н.) - Кандиба Петро Семенович (1750—1757) - Жила Іван (1757—1767) - Деркач Іван (1770) - Прохорович Іван Дмитрович (1770) - Лазаревич Володимир Васильович (1771—1782) |

### Писарі
- Ковбич Яків (1679)
- Левицький Матвій Васильович (1685)
- Сальковський Степан (1692)
- Копнотинський Семен (1701)
- Костовський Андрій Пилипович (1712—1714; 1718)
- Семенович Костянтин (1715)
- Федорович Іван (1717)
- Григорович Василь (1720)
- Сторожевський Хома Степанович (1716; 1720—1727)
- Бихкало Захар (1731—1759)
- Шевейко Петро (1760—1761)
- Мельницький Яким (1761—1774)
- Бихкало Михайло (1775)
- Раєвський Яків (1776)
- Жежеліовський Стефан (1777—1781)
- Мельницький (1781—1782)

### Осавули
- Тарасенко Процько (1732)
- Паламаренко Яків (1734)
- Лебідь Семен (1736—1744)
- Мельник Григорій (1744—1748)
- Дидас Іван (1748—1750)
- Ісаєнко Григорій (1752—1753)
- Дидас Іван (1754—1755)
- Манжула Йосип (1754; 1764)
- Ісаєнко Назар (1759)
- Ярош Андрій (1761; 1770)
- Петренко Корній (1767)
- Кривенко Семен (1774—1782)

### Хорунжі
- Чучукало Іван (1726—1746)
- Шарата Павло (1744—1759)
- Лівий Семен (1752—1753)
- Чучукало Мартин (1754; 1761—1764)
- Безрукий Федір (1767)
- Прокопенко Петро (1771—1781)

### Городові отамани
| - Бишовець Андрій (1679) - Притиско Данило (1682) - Самойленко Іван (1682; 1690—1698) - Коптевач Андрій (1685) - Кириченко Михайло (1704) - Голубка Кіндрат (1710) - Притиско Павло (1710; 1718—1719) - Вітер Федір (1712—1715) - Шкарупа Григорій (1716—1720) - Орішко Данило (1719—1733; 1737; 1741—1746) - Шарата Гнат (1728; 1731) | - Олексієнко Іван (1732) - Кандиба Іван (1732) - Скорик Кирило (1734) - Каздоба Клим (1734—1737) - Бородавка Мартин (1736) - Сердюк Максим (1738) - Бородавченко Лесько (1739—1740) - Скорик Михайло (1744—1761) - Дідас Іван (1751—1752) - Ярош Андрій Семенович (1762—1767; 1773—1782) - Чайковський Іван Іванович (1767—1769). |

## Опис Піщанської сотні
За описом Київського намісництва 1781 року наявні наступні дані про кількість сіл та населення Піщанської сотні напередодні ліквідації:
| Населені пункти Піщанської сотні                    | Дворян і шляхетства | Різночинців | Духовенства | Церковників | Греків | Хат              | Хат                   | Хат   | Хат                                        | Хат                                                           | Всього | Всього                             |
| --------------------------------------------------- | ------------------- | ----------- | ----------- | ----------- | ------ | ---------------- | --------------------- | ----- | ------------------------------------------ | ------------------------------------------------------------- | ------ | ---------------------------------- |
| Населені пункти Піщанської сотні                    | Дворян і шляхетства | Різночинців | Духовенства | Церковників | Греків | козаків виборних | козаків підпомічників | міщан | посполитих коронних, в тому числі рангових | посполитих власницьких, різночинських і козацьких підсусідків | хат    | за останньою 1764 року ревізії душ |
| містечко Піщане                                     | 3                   | 4           | 4           | 3           | —      | 229              | 209                   | —     | 20                                         | 77                                                            | 535    | —                                  |
| селище Нова Гребля                                  | —                   | —           | —           | —           | —      | —                | —                     | —     | —                                          | 31                                                            | 31     | —                                  |
| село Шабельники                                     | —                   | 2           | 1           | 1           | —      | 27               | 15                    | —     | —                                          | 29                                                            | 71     | —                                  |
| 1. хутір хорунжого пол. Жили                        | —                   | —           | —           | —           | —      | —                | —                     | —     | —                                          | 2                                                             | 2      | —                                  |
| 2. хутір прапорщика Кандиби                         | —                   | —           | —           | —           | —      | —                | —                     | —     | —                                          | 9                                                             | 9      | —                                  |
| 3. хутір священика і писаря сотенного Сжежемовських | —                   | —           | —           | —           | —      | —                | —                     | —     | —                                          | 3                                                             | 3      | —                                  |
| 4. хутір отамана Яроша                              | —                   | —           | —           | —           | —      | —                | —                     | —     | —                                          | 2                                                             | 2      | —                                  |
| 5. хутір майора Іваненка                            | —                   | —           | —           | —           | —      | —                | —                     | —     | —                                          | 5                                                             | 5      | —                                  |
| 6. хутір писаря Мельницького                        | —                   | —           | —           | —           | —      | —                | —                     | —     | —                                          | 1                                                             | 1      | —                                  |
| 7. хутір отамана жінки Леонтовичевої                | —                   | —           | —           | —           | —      | —                | —                     | —     | —                                          | 1                                                             | 1      | —                                  |
| Всього у сотні Піщанській                           | 3                   | 8           | 5           | 4           | —      | 256              | 224                   | —     | 20                                         | 160                                                           | 660    | 1118                               |